# 大森城 (尾張国)
大森城（おおもりじょう）は、愛知県名古屋市守山区大森にあった日本の城（平城）。

## 歴史
平安時代初期の800年代に尾関勘八郎により築城される。
- 860年（貞観2年） - 大森城主の尾関勘八郎によって大森地区に天台宗の正宗庵（現在の法輪寺）が建立される[1]。なお明治に入ると法輪寺の「衆寮堂」は校舎として開校し、現在の名古屋市立大森小学校へと続く。
- 1467年（応仁元年） - 応仁の乱の頃、砂川合戦という矢田川の水利権争いが起こる。この合戦で、大森城の尾関軍は、自ら軍を率いて水野宗国居城の新居城（現在の尾張旭市の城山公園内の旭城）を落とすため、八瀬ノ木（現在の尾張旭市城前町八瀬ノ木西）に陣をはり攻める[2]。しかし城を落とせず退却。すると翌日に今度は新居城主の水野宗国に攻められて大森城は焼失し、落城した。尾関軍は鍋屋上野城まで退却[3]。

その後、大森地域一帯は水野氏の支配が織田家が優勢になるまで続いた。
近年まで土塁や堀等が認められたが、都市開発が進み、現在は宅地などになっており遺構は残っていない。

## 尾関氏
尾関氏は清和源氏の流れを組む。また、末裔には福島正則に仕えた尾関新右衛門、尾張徳川義直に仕えた尾関正次がいる。

## 所在地
遺構は残ってないため正確な位置は不明だが、愛知県名古屋市守山区大森1丁目から元郷1丁目あたり。名古屋市立大森中学校南側から大森住宅北側あたりにあったとされている。

## 交通アクセス

### 鉄道
名古屋鉄道（名鉄）
■ 瀬戸線 大森・金城学院前駅下車、徒歩で約15分。

### 道路
- 千代田街道

## 近隣施設
- 八剣神社